# Hazlehurst, Georgia
Hazlehurst är administrativ huvudort i Jeff Davis County i Georgia. Orten har fått sitt namn efter järnvägslantmätaren George H. Hazlehurst. Enligt 2020 års folkräkning hade Hazlehurst 4 088 invånare.

## Kända personer från Hazlehurst
- Claude Hipps, utövare av amerikansk fotboll